# Rodrigo Phavanello
Rodrigo Phavanello (ur. 14 grudnia 1976 roku w Campinas, na północ od São Paulo) – brazylijski aktor i piosenkarz.

## Kariera
W latach 1995–2001 był członkiem zespołu Domino. W 1999 roku pozował nago dla magazynu G Magazine. W telenoweli Alma Gêmea (2005/2006) jak Roberval, był ubogim chłopcem, który zgodził się poślubić dużo starszą kobietę, mającą syna i został spadkobiercą zamożnego rolnika. Przez siedem lat był członkiem zespołu Dominó. Dwukrotnie znalazł się na łamach czasopisma G Magazine. W telenoweli Prorok (O Profeta, 2006/2007]) grał rolę nieśmiałego Arnaldo. Za rolę Adriano w duecie z Custódią (w tej roli Cláudia Jimenez, była związana z 18 lat młodszym Phavanello), bohaterką telenoweli Siedem grzechów (Sete Pecados, 2007) zdobył nominację do nagrody Contigo dla najlepszej pary. W 2014 otrzymał rolę Rafaela w telenoweli Rede Record Vitória.

## Filmografia
| Rok  | Tytuł                                | Rola                      | Emisja      |
| ---- | ------------------------------------ | ------------------------- | ----------- |
| 2005 | Alma Gêmea                           | Roberval da Silva         | Rede Globo  |
| 2006 | Prorok (O Profeta)                   | Arnaldo de Almeida Santos | Rede Globo  |
| 2007 | Siedem grzechów (Sete Pecados)       | Adriano Verona            | Rede Globo  |
| 2008 | Przypadki i wypadki (Casos e acasos) | Fábio Kiusa               | Rede Globo  |
| 2010 | Ribeirão do Tempo                    | Sílvio Braga              | Rede Record |
| 2012 | Król Dawid (Rei Davi)                | Eliab                     | Rede Record |
| 2012 | Balacobaco                           | Plínio Policarpo          | Rede Record |
| 2014 | Cuda Jezusa (Milagres de Jesus)      | Chaim                     | Rede Record |
| 2014 | Vitória                              | Rafael                    | Rede Record |

## Albumy studyjne
- 1997 – Comvido!
- 1998 – Give Me Love